# 도큐 고도모노쿠니선
고도모노쿠니 선(일본어: こどもの国線 고도모노쿠니센[*])은 일본 가나가와현 요코하마시 미도리구에 있는 나가쓰타역과 아오바구에 있는 고도모노쿠니역을 잇는 도쿄 급행 전철의 철도 노선이다. 시설은 요코하마 고속 철도가 보유하며, 도큐 전철이 운영한다.

## 역사
- 1967년 4월 28일: 개통.
- 1989년 1월 26일: 1인 승무 개시.
- 2000년 3월 29일: 온다 역 영업 개시.

## 운행 형태
나가쓰타 역과 고도모노쿠니 역을 왕복하는 운행 형태이며 다른 노선에 직결 운행을 하지 않는다.

## 차량
- Y000계

## 역 목록
| 역 이름      | 일본어 표기 | 거리 (km) | 접속 노선                                | 소재지                | 소재지   |
| ------------ | ----------- | --------- | ---------------------------------------- | --------------------- | -------- |
| 나가쓰타     | 長津田      | 0.0       | 덴엔토시 선, 동일본 여객철도 요코하마 선 | 가나가와현 요코하마시 | 미도리구 |
| 온다         | 恩田        | 1.8       |                                          | 가나가와현 요코하마시 | 아오바구 |
| 고도모노쿠니 | こどもの国  | 3.4       |                                          | 가나가와현 요코하마시 | 아오바구 |